# Tjeerd Halbes

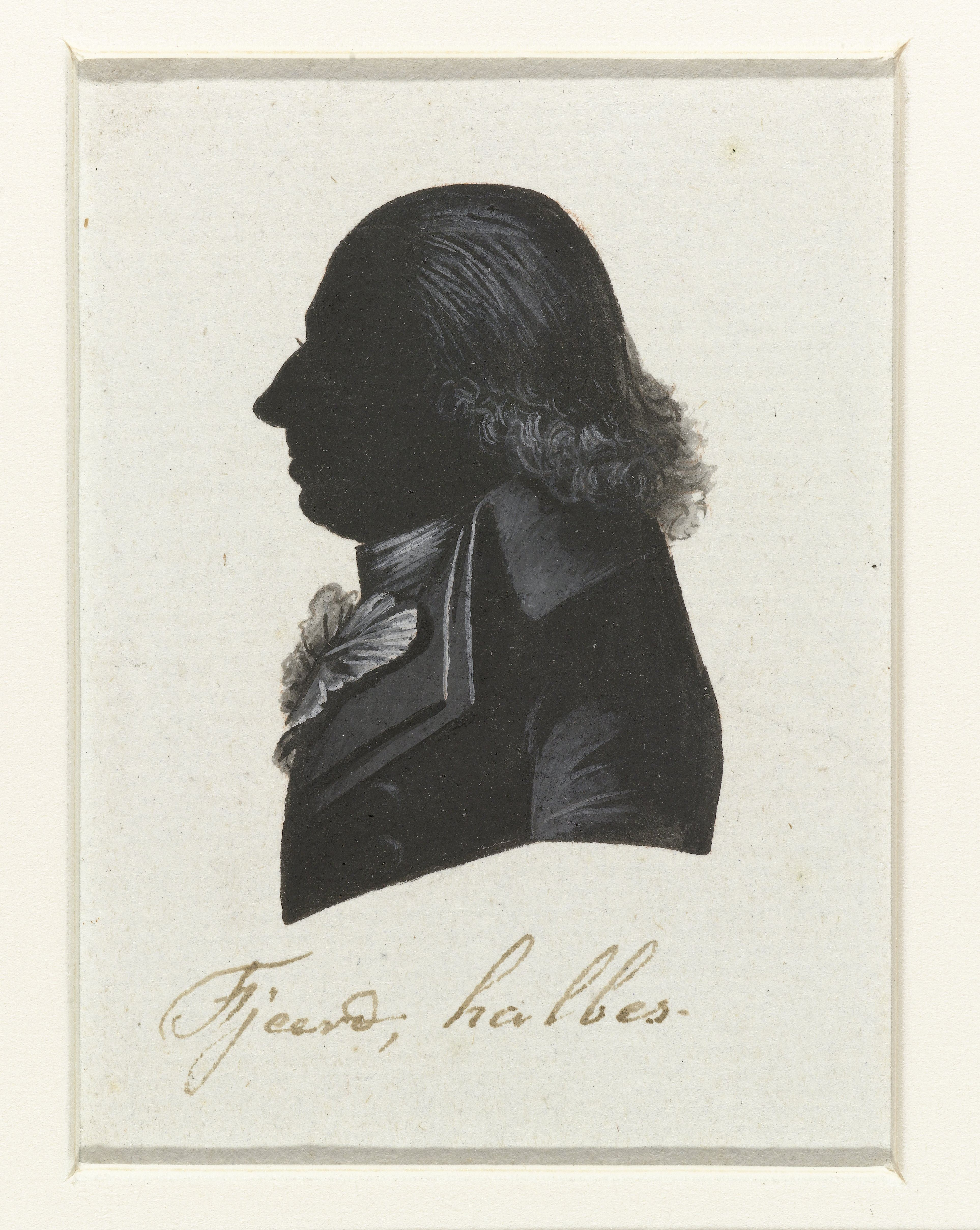
Tjeerd Halbes

Tjeerd Halbes (Bakkeveen, 8 december 1748 - Lemmer, 1 augustus 1800) was een Fries politicus.

## Biografie
Hij was een zoon van Halbe Tjeerds en Tetske Reinders. Zijn vader was landbouwer, koopman en veenbaas te Bakkeveen. Zelf was hij eigenaar van land en huizen. Hij trad in 1771 in Lemmer in het huwelijk met Acke Feikes. Zijn eerste vrouw overleed omstreeks 1791. Zijn tweede vrouw was A.T. Schultetus. Tjeerd Halbes was de vader van vijf kinderen. 
Na de totstandkoming van de Bataafse Republiek in 1795 werd hij vanaf 13 augustus van dat jaar lid van de provisionele representanten van het Volk van Friesland. vanaf 1 januari 1796 was hij lid van Gedeputeerde Staten van Friesland. Van 29 april 1796 tot 1 september 1797 was hij voor het district Balk lid van de Eerste Nationale Vergadering. 
Als nevenfunctie was hij vanaf 30 januari 1796 lid van de commissie tot onderzoek van het gedrag van alle ambtenaren en bedienden.